# Qarabörk
Qarabörk è un comune dell'Azerbaigian situato nel distretto di Ucar. Conta una popolazione di 3 255 abitanti.